# Сцинковий гекон середньоазійський
Сцинковий гекон середньоазійський (Teratoscincus scincus) — вид ящірок родини Sphaerodactylidae. Один із 9 видів роду сцинкових геконів (Teratoscincus).. Поширений у Центральній Азії. Мешканець піщаних пустель.

## Етимологія
Наукова назва роду походить від грец. teras = «диво, чудовисько» та skiggos (scincus) = назва ящірки, заснована на незвичайній лусочці на хвості та тонкій лусочці на язиці.
Видова назва ящірки походить від лат. scincus, що означає «сцинк».
Назва на інших мовах: Common Wonder Gecko, Turkestan plate-tailed gecko (англ.; дослівно «звичайний дивовижний гекон»,  «туркестанський пластинчастий гекон»); Wundergecko, Sandgecko (нім.; дослівно «чудо-гекон», «піщаний гекон»); scinque monstrueux (фран.; дослівно «чудо-гекон»); сцинковый геккон (рос.).

## Опис
Загальна довжина 18—20 см. Шкіра має кавово-коричневі розводи, плями та смуги. Спина має сірувато-жовтий, зелений колір. З боків колір іржаво-рудий зі смугою вдовж. Черево білувате з жовтим або лимонним відтінком. Мають велику голову зі значними очима, вони досить витрішкуваті. Луска закруглена, черепицеподібна. На голові численна зерниста луска. Великі нігтьові пластини покривають короткий, м'ясистий та незвичайно ламкий хвіст.

## Поширення
Вид поширений в основному в Центральній Азії на схід від Каспійського моря, зокрема в Туркменістані, Узбекистані, Таджикистані, Південному Казахстані та Західному Китаї (Синьцзян). Трапляється в деяких районах Ірану та Афганістану. У гори піднімається до висоти 600 м над рівнем моря.

## Спосіб життя
Полюбляє піщану місцину, пустелях та напівпустелях. Активні вночі. Харчуються комахами, іноді фруктами та ягодами. Линяння відбувається три рази за сезон, триває 4—5 днів.
Статева зрілість наступає у віці 18—20 місяців. Парування відбувається у квітні—травні. Яйця відкладаються у червні. У кладці 1—2 яйця. Самиця відкладає до 4 разів за сезон. Яйця важать від 2,5 до 3 г, мають у довжину від 17 до 21 мм. Молоді тварини з'являються при температурі від 25°до 31°C після 65—75 днів.
Живуть сцинкові гекони до 13 років.

## Охорона
На більшій частині ареалу стан природних популяцій виду залишається більш-менш стабільним. Саме тому він, згідно з Червоним списком МСОП, отримав охоронну категорію «відносно благополучний вид». Але в окремих регіонах спостерігається тенденція до зниження чисельності популяції виду. Тому сцинковий гекон середньоазійський занесений до Червоних книг/списків кількох країн Азії. Основними загрозами для виду є скорочення середовища існування внаслідок освоєння пустель та неконтрольована торгівля цим видом як домашньою твариною. Вид мешкає на кількох природно-заповідних територіях у межах ареалу.

## Практичне значення
Цей вид геконів успішно розводиться в неволі та є традиційним об'єктом міжнародній торгівлі домашніми тваринами.

## Систематика
Один із 9 видів роду сцинкових геконів (Teratoscincus).
Донедавна в складі виду виділяли 3 підвиди, які пізніше отримали статус окремих видів, у тому числі Teratoscincus scincus,  Teratoscincus rustamovi, Teratoscincus keyserlingii.